# Чумацький шлях (пам'ятка природи)
Чумацький шлях — комплексна пам'ятка природи місцевого значення. Об'єкт розташований на території Черкаського району Черкаської області, село Козарівка.
Площа — 1,5 га, статус отриманий у 1998 році.